# Te irá mejor sin mi
«Te irá mejor sin mi» es una canción del cantautor mexicano Joan Sebastian, lanzada como el primer sencillo y tema inedito lanzado en el álbum Pegadito al corazón. Escrita y producida por Sebastián, a menudo se considera una de sus canciones emblemáticas 
La canción debutó en el puesto  en la lista Billboard Hot Latin Songs y alcanzó el puesto número 3 después de pasar ocho semanas después, convirtiéndose en la tercera entrada de Sebastián entre los diez primeros en la lista. También alcanzó el puesto 23 en el Billboard Bubbling Under Hot 100 y encabezó la lista Billboard Regional Mexican Airplay.

## Lista de canciones

### Descarga digital[5]
| Te irá mejor sin mi — Single |                       |          |  |
| N.º                          | Título                | Duración |  |
| 1.                           | «Te irá mejor sin mi» | 2:56     |  |

## Gráficos
| Lista (2009)                                 | Mejor posición |
| -------------------------------------------- | -------------- |
| Estados Unidos (Bubbling Under Hot 100)      | 23             |
| Estados Unidos (Hot Latin Songs)             | 2              |
| Estados Unidos (Billboard Latin Pop Airplay) | 29             |
| México (Mexico Airplay)                      | 13             |